# أوستن (مينيسوتا)
أوستين هي مدينة في مقاطعة مووير، مينيسوتا، الولايات المتحدة الأمريكية. وبلغ عدد سكانها 23314 في تعداد عام 2000.وهي مقر مقاطعة مووير. والجزء الجنوبي من المدينة يقع في بلدة أوستين، بينما الجزء الشمالي من البلدة يقع في لانسينغ. تقع أوستين عند تقاطع الطريق السريع 90 بين الولايات والطريق السريع 218 في الجزء الجنوبي الشرقي من الولاية.

## التركيبة السكانية
قام مكتب تعداد الولايات المتحدة بتحديد بيانات التركيبة السكانية لأوستينفي تعداد الولايات المتحدة. في ما يلي، التركيبة السكانية حسب تعدادي 2000 و2010.

### تعداد عام 2000
بلغ عدد سكان أورورا 500 نسمة بحسب تعداد عام 2000، وبلغ عدد الأسر 205 أسرة وعدد العائلات 136 عائلة مقيمة في البلدة. في حين سجلت الكثافة السكانية 1,090.5 نسمة لكل ميل مربع (421.0/كم2). وبلغ عدد الوحدات السكنية 221 وحدة بمتوسط كثافة قدره 482.0 نسمة لكل ميل مربع (186.1/كم2).
وتوزع التركيب العرقي للبلدة بنسبة 98.00% من البيض و1.40% من الأمريكيين الأصليين و0.60% من عرقين مختلطين أو أكثر.
بلغ عدد الأسر 205 أسرة كانت نسبة 36.6% منها لديها أطفال تحت سن الثامنة عشر تعيش معهم، وبلغت نسبة الأزواج القاطنين مع بعضهم البعض 59.0% من أصل المجموع الكلي للأسر، ونسبة 5.9% من الأسر كان لديها معيلات من الإناث دون وجود شريك، وكانت نسبة 33.2% من غير العائلات. تألفت نسبة 27.8% من أصل جميع الأسر من أفراد ونسبة 8.3% كانوا يعيش معهم شخص وحيد يبلغ من العمر 65 عاماً فما فوق. وبلغ متوسط حجم الأسرة المعيشية 3.03، أما متوسط حجم العائلات فبلغ 2.44.
بلغ العمر الوسطي للسكان 33 عاماً. وكانت نسبة 25.4% من القاطنين تحت سن الثامنة عشر، وكانت نسبة 11.8% بين الثامنة عشر والأربعة وعشرون عاماً، ونسبة 32.0% كانت واقعةً في الفئة العمرية ما بين الخامسة والعشرين حتى الرابعة والأربعين عاماً، ونسبة 21.8% كانت ما بين الخامسة والأربعين حتى الرابعة والستين، ونسبة 9.0% كانت ضمن فئة الخامسة والستين عاماً فما فوق. يوجد لكل 100 أنثى 107.5 ذكر، ويوجد لكل 100 أنثى في الثامنة عشر من عمرها فما فوق 102.7 ذكر.
بلغ متوسط دخل الأسرة في البلدة 38,456 دولار، أما متوسط دخل العائلة فبلغ 43,500 دولار. وكان متوسط دخل الذكور 26,953 دولار مقابل 20,089 دولار للإناث. وسجل دخل الفرد الخاص بالبلدة 15,819 دولار.

### تعداد عام 2010
بلغ عدد سكان أوستين 24,718 نسمة بحسب تعداد عام 2010، وبلغ عدد الأسر 10,131 أسرة وعدد العائلات 6,114 عائلة مقيمة في المدينة. في حين سجلت الكثافة السكانية 2,096.5 نسمة لكل ميل مربع (809.5/كم2). وبلغ عدد الوحدات السكنية 10,870 وحدة بمتوسط كثافة قدره 922.0 لكل ميل مربع (356.0/كم2).
وتوزع التركيب العرقي للمدينة بنسبة 86.8% من البيض و0.3% من الأمريكيين الأصليين و2.4% من الأمريكيين ذوي الأصول الآسيوية و0.2% من سكان جزر المحيط الهادئ و3.0% من الأمريكيين الأفارقة و2.4% من عرقين مختلطين أو أكثر.
بلغ عدد الأسر 10,131 أسرة كانت نسبة 30.2% منها لديها أطفال تحت سن الثامنة عشر تعيش معهم، وبلغت نسبة الأزواج القاطنين مع بعضهم البعض 43.9% من أصل المجموع الكلي للأسر، ونسبة 11.1% من الأسر كان لديها معيلات من الإناث دون وجود شريك، بينما كانت نسبة 5.3% من الأسر لديها معيلون من الذكور دون وجود شريكة وكانت نسبة 39.7% من غير العائلات. تألفت نسبة 33.4% من أصل جميع الأسر من أفراد ونسبة 15.9% كانوا يعيش معهم شخص وحيد يبلغ من العمر 65 عاماً فما فوق. وبلغ متوسط حجم الأسرة المعيشية 3.05، أما متوسط حجم العائلات فبلغ 2.39.
بلغ العمر الوسطي للسكان 37 عاماً. وكانت نسبة 25.6% من القاطنين تحت سن الثامنة عشر، وكانت نسبة 8.8% بين الثامنة عشر والأربعة وعشرون عاماً، ونسبة 24.3% كانت واقعةً في الفئة العمرية ما بين الخامسة والعشرين حتى الرابعة والأربعين عاماً، ونسبة 23.5% كانت ما بين الخامسة والأربعين حتى الرابعة والستين، ونسبة 17.7% كانت ضمن فئة الخامسة والستين عاماً فما فوق. وتوزع التركيب الجنسي للسكان بنسبة 49.2% ذكور و50.8% إناث.